# Большое Окское
Большо́е О́кское (до 1938 — Хреново) — деревня в Павловском районе Нижегородской области. Входит в состав рабочего посёлка Тумботина.

## История
Деревня является родиной ножничного производства на территории Павловского района. Первым стал делать ножницы кустарь Нефёдов. В дальнейшем промысел изготовления ножниц сделался отраслью специализации всего Павловского Заочья, а его центр переместился в Тумботино.
Примыкавшие к Тумботину селения Хреново, Пуп, Санницы, Козловка, Шульгино были прозваны в народе «долиной смерти», а деревня Санницы — «вдовьим царством», так как в этих сёлах была самая высокая смертность в округе среди кустарей-металлистов — насыщенный наждачной пылью и металлической стружкой воздух тесной хаты способствовал развитию туберкулёза. В среднем местные кустари жили 30-40 лет.
До 1938 года называлась Хреново. В 1938 году деревня была переименована из-за неблагозвучности названия.

## География
Располагается на первой надпойменной террасе левого низменного берега реки Оки напротив города Павлова.

## Население
| 2002 | 2010 |
| ---- | ---- |
| 182  | ↗189 |

## Инфраструктура
образование
культура